# Khaled Al Qubaisi
Khaled Al Qubaisi, né le 22 décembre 1975 à Abou Dabi, est un pilote automobile émirien.

## Biographie
Khaled Al Qubaisi pointe en sport automobile en 2009, notamment à travers la Porsche Carrera Cup Allemagne, la Porsche Supercup et le championnat national de GT.
Sa carrière s'oriente par la suite vers l'endurance automobile.
Il remporte ainsi ses premières courses avec les 24 Heures de Dubaï en 2012 et 2013 ainsi que les 12 Heures d'Abou Dabi la même année. Toujours en 2013, il dispute pour la première fois les 24 Heures du Mans. Il dispute l'épreuve les quatre années suivantes, avec pour meilleur résultat une 21e place au général, correspondant à la deuxième place en catégorie LMGTE Am.
À partir de la saison 2014, il s'engage en Championnat du monde d'endurance FIA. Il persévère au sein de ce championnat lors de la saison 2015 et de la saison 2016. Il se classe ainsi deuxième cette dernière année, en catégorie LMGTE Am.
Il a également participé à l'European Le Mans Series 2015.
Ses filles, Amna Al Qubaisi et Hamda Al Qubaisi, sont aussi des pilotes de courses.

## Résultats en compétition automobile

### Résultats aux 24 Heures du Mans
| Année | Équipe                  | Équipiers                             | Voiture                | Classe  | Tours | Pos. | Class Pos. |
| ----- | ----------------------- | ------------------------------------- | ---------------------- | ------- | ----- | ---- | ---------- |
| 2013  | JMW Motorsport          | Abdulaziz Al Faisal Andrea Bertolini  | Ferrari 458 Italia GT2 | GTE Pro | 300   | 34e  | 10e        |
| 2014  | Proton Competition      | Klaus Bachler Christian Ried          | Porsche 911 RSR (991)  | GTE Am  | 332   | 21e  | 2e         |
| 2015  | Abu Dhabi-Proton Racing | Klaus Bachler Christian Ried          | Porsche 911 RSR (991)  | GTE Am  | 44    | Abd  | Abd        |
| 2016  | Abu Dhabi-Proton Racing | Patrick Long David Heinemeier Hansson | Porsche 911 RSR (991)  | GTE Am  | 330   | 28e  | 3e         |
| 2017  | Dempsey-Proton Racing   | Stéphane Lémeret Klaus Bachler        | Porsche 911 RSR (991)  | GTE Am  | 18    | Abd  | Abd        |
| 2018  | Dempsey-Proton Racing   | Matteo Cairoli Giorgio Roda           | Porsche 911 RSR        | GTE Am  | 225   | Abd  | Abd        |

### Résultats en monoplace
| Saison | Championnat            | Écurie                    | Courses | Victoires | Pole positions | Meilleurs tours | Podiums | Points | Classement |
| ------ | ---------------------- | ------------------------- | ------- | --------- | -------------- | --------------- | ------- | ------ | ---------- |
| 2020   | Formule 3 Asiatique    | Abu Dhabi Racing          | 3       | 0         | 0              | 0               | 0       | 2      | 18e        |
| 2021   | Formule 3 Asiatique    | Abu Dhabi Racing by Prema | 6       | 0         | 0              | 0               | 0       | 0      | 25e        |
| 2022   | Formule Régionale Asie | Abu Dhabi Racing by Prema | 15      | 0         | 0              | 0               | 0       | 0      | 35e        |